# Strzelectwo na Igrzyskach Panamerykańskich 1983
Zawody w strzelectwie na Igrzyskach Panamerykańskich 1983 zostały rozegrane w dniach 15-21 sierpnia 1983 roku. Areną zmagań był poligon El Libertador Shooting Place.

## Medaliści
Mężczyźni
| Konkurencja                               | 1. miejsce                                                                  | Wynik | 2. miejsce                                                                | Wynik | 3. miejsce                                                                 | Wynik |
| ----------------------------------------- | --------------------------------------------------------------------------- | ----- | ------------------------------------------------------------------------- | ----- | -------------------------------------------------------------------------- | ----- |
| karabin pneumatyczny, 10 m, ind.          | James Meredith                                                              | 589   | David Johnson                                                             | 578   | Guy Lorion                                                                 | 578   |
| karabin pneumatyczny, 10 m, druż.         | Stany Zjednoczone · Roderick Fitz-Randolph · David Johnson · James Meredith | 1727  | Kanada · Guy Lorion · Alf Mayer · Jean-François Sénécal                   | 1706  | Argentyna · Ricardo Rusticucci · Daniel De Cleene · Julio César Iemma      | 1672  |
| karabin, 50 m, poz. leżąca, ind.          | Roderick Fitz-Randolph                                                      | 594   | Lones Wigger                                                              | 592   | Arnaldo Rodríguez                                                          | 592   |
| karabin, 50 m, poz. leżąca, druż.         | Stany Zjednoczone · James Meredith · Roderick Fitz-Randolph · Lones Wigger  | 1776  | Kanada · Michel Dion · Glen Hewitt · Pat Vamplew                          | 1768  | Kuba · Miguel Valdés · Adelso Peña · Arnaldo Rodríguez                     | 1760  |
| karabin, 50 m, 3 pozycje, ind.            | Lones Wigger                                                                | 1157  | Anthony Leone                                                             | 1149  | Miguel Valdés                                                              | 1130  |
| karabin, 50 m, 3 pozycje, druż.           | Stany Zjednoczone · Lones Wigger · David Johnson · Anthony Leone            | 3451  | Kuba · Miguel Valdés · José Cruz · Arnaldo Rodríguez                      | 3365  | Kanada · Guy Lorion · Alf Mayer · Jean-François Sénécal                    | 3359  |
| karabin, 300 m, poz. leżąca, ind.         | Boyd Goldsby                                                                | 595   | Lories Wigger                                                             | 590   | Pat Vamplew                                                                | 586   |
| karabin, 300 m, poz. leżąca, druż.        | Stany Zjednoczone · Boyd Goldsby · Lones Wigger · Robert Ayfward            | 1767  | Kanada · Jean-François Sénécal · Glen Hewitt · Pat Vamplew                | 1738  | Argentyna · Ricardo Rusticucci · Julio César Iemma · Jorge di Giandoménico | 1711  |
| karabin, 300 m, 3 pozycje, ind.           | Lones Wigger                                                                | 1135  | Ray Carter                                                                | 1124  | Ricardo Rusticucci                                                         | 1109  |
| karabin, 300 m, 3 pozycje,, druż.         | Stany Zjednoczone · Lones Wigger · Ray Carter · Robert Aylward              | 3366  | Kanada · Michel Dion · Jean-François Sénécal · Pat Vamprew                | 3269  | Kuba · José Cruz · Alberto Gilart · Miguel Valdés                          | 3261  |
| pistolet pneumatyczny, 10 m, ind.         | Carlos Hora                                                                 | 579   | Don Nygord                                                                | 576   | Luis Ortiz                                                                 | 575   |
| pistolet pneumatyczny, 10 m, druż.        | Ekwador · Ronald Dunn · Galo Miño · Paúl Margraff                           | 1796  | Stany Zjednoczone · Darius Young · Don Nygord · Jimmie McCoy              | 1704  | Wenezuela · Carlos Vignoli · Bernardo Ocando · Hector de Lima Carrilla     | 1701  |
| pistolet szybkostrzelny, 25 m, ind.       | Terence Anderson                                                            | 594   | Bernardo Tobar                                                            | 593   | Rafael Rodríguez                                                           | 591   |
| pistolet szybkostrzelny, 25 m, druż.      | Stany Zjednoczone · Terence Anderson · Allyn Jonhson · John McNally         | 1766  | Kuba · Juan Hernández · Elezer Mora · Rafael Rodríguez                    | 1765  | Kolumbia · Bernardo Tobar · Alfredo González · Luis Colina                 | 1754  |
| pistolet centralnego zapłonu, 25 m, ind.  | Erich Buljung                                                               | 590   | Edgar Espinoza                                                            | 590   | Guillermo Reyes                                                            | 589   |
| pistolet centralnego zapłonu, 25 m, druż. | Wenezuela · Marco Núñez · Hector Espinoza · Victor Villalobos               | 1752  | Stany Zjednoczone · Erich Buljung · Don Nygord · Jimme McCoy              | 1739  | Kuba · Juan Hernández · Guillermo Reyes · Rodolfo Vidahurreta              | 1734  |
| pistolet standardowy, 25 m, ind.          | Erich Buljung                                                               | 584   | George Ross                                                               | 573   | Delival Nobre                                                              | 571   |
| pistolet standardowy, 25 m, druż.         | Stany Zjednoczone · Erich Buljung · Don Nygord · George Ross                | 1718  | Wenezuela · Humberto Guirigay · Manuel Guevara · Felipe Beuvrín           | 1669  | Argentyna · Oscar Yuston · Aldo Chesi · Osvaldo Scandola                   | 1654  |
| pistolet dowolny, 50 m, ind.              | Erich Buljung                                                               | 558   | Silvio Aguiar                                                             | 558   | Hector de Lima Carrilla                                                    | 553   |
| pistolet dowolny, 50 m, druż.             | Wenezuela · Hector de Lima Carrilla · Edgar Espinoza · Víctor Villalobos    | 1640  | Stany Zjednoczone · Erich Buljung · Jimmie McCoy · Don Nygord             | 1631  | Brazylia · Silvio Aguiar · Durval Guimarães · Wilson Scheidemantel         | 1621  |
| ruchoma tarcza, 50 m, ind.                | Helmut Bellingrodt                                                          | 578   | Randy Stewart                                                             | 575   | Michael English                                                            | 574   |
| ruchoma tarcza, 50 m, druż.               | Stany Zjednoczone · Todd Bensley · Randy Stewart · Michael English          | 1717  | Kolumbia · Helmut Bellingrodt · Horst Bellingrodt · Hanspeter Bellingrodt | 1701  | Kuba · José Candia · Félix Candia · Jorge Rios                             | 1682  |
| trap, ind.                                | Daniel Carlisle                                                             | 200   | Marcos José Olsen                                                         | 199   | Diego Arcay                                                                | 199   |
| trap, druż.                               | Stany Zjednoczone · Daniel Carlisle · Peter Piffath · Dane Johnson          | 441   | Wenezuela · Leonel Martínez · Diego Arcay · José Figueroa                 | 440   | Chile · Francisco Posada · Pablo Vergara · Rolando Abuhadba                | 430   |
| skeet, ind.                               | Matthew Dryke                                                               | 199   | Roberto Castrillo                                                         | 198   | Carlos Zarzar                                                              | 197   |
| skeet, druż.                              | Stany Zjednoczone · Matthew Dryke · Dean Clark · Michael Thompson           | 442   | Kuba · Luis Cabrera · Roberto Castrillo · Guillermo Alfredo Torres        | 440   | Chile · Alfonso de Iruarrízaga · Cristian Lasen · Carlos Zarzar            | 436   |

Kobiety
| Konkurencja                        | 1. miejsce                                                             | Wynik | 2. miejsce                                                          | Wynik | 3. miejsce                                                      | Wynik |
| ---------------------------------- | ---------------------------------------------------------------------- | ----- | ------------------------------------------------------------------- | ----- | --------------------------------------------------------------- | ----- |
| karabin dowolny, 10 m, ind.        | Pat Spurgin                                                            | 384   | Wanda Jewell                                                        | 382   | Alejandra Hoyos                                                 | 375   |
| karabin dowolny, 10 m, druż.       | Stany Zjednoczone · Pat Spurgin · Tracey Smith-Ferguson · Wanda Jewell | 1138  | Kanada · Joelle Fefer · Christina Schulze · Jackie Terry            | 1096  | Kuba · Irma Sánchez · Dania Acosta · Teresa Martínez            | 1081  |
| karabin, 50 m, 3 pozycje, ind.     | Wanda Jewell                                                           | 572   | Gloria Parmentier                                                   | 562   | Christina Schulze                                               | 550   |
| karabin, 50 m, 3 pozycje, druż.    | Stany Zjednoczone · Gloria Parmentier · Pat Spurgin · Wanda Jewell     | 1692  | Kanada · Joelle Fefer · Christina Schulze · Jackie Terry            | 1661  | Kuba · Dania Acosta · Nilzer Cuba · Irma Sánchez                | 1644  |
| karabin, 50 m, poz. leżąca, ind.   | Deena Wigger                                                           | 591   | Pat Spurgin                                                         | 586   | Nilzer Cuba                                                     | 582   |
| karabin, 50 m, poz. leżąca, druż.  | Stany Zjednoczone · Deena Wigger · Pat Spurgin · Tracey Smith-Ferguson | 1761  | Kuba · Irma Sánchez · Dania Acosta · Nilzer Cuba                    | 1736  | Kanada · Joelle Fefer · Sheila McQuarrie · Christina Schulze    | 1727  |
| pistolet pneumatyczny, 10 m, ind.  | Cathy Graham                                                           | 379   | Gail Liberty                                                        | 371   | Linda Thom                                                      | 370   |
| pistolet pneumatyczny, 10 m, druż. | Stany Zjednoczone · Ruby Fox · Cathy Graham · Gail Liberty             | 1117  | Kuba · Tania Pérez · Edith Vega · Norys Márquez                     | 1094  | Wenezuela · Alba de Antunez · Martha de Román · Miriam Martinez | 1079  |
| pistolet, 25 m, ind.               | Kim Dyer                                                               | 589   | Linda Thom                                                          | 584   | Gail Liberty                                                    | 582   |
| pistolet, 25 m, druż.              | Stany Zjednoczone · Gail Liberty · Ruby Fox · Kim Dyer                 | 1750  | Wenezuela · Marisol Araujo · Yasmira Martinez · Elena de Betancourt | 1697  | Kuba · Tania Pérez · Edith Vega · Norys Márquez                 | 1695  |

## Klasyfikacja medalowa
Opracowano na podstawie materiałów źródłowych.
| Miejsce | Państwo           | Złoto | Srebro | Brąz | Razem |
| ------- | ----------------- | ----- | ------ | ---- | ----- |
| 1.      | Stany Zjednoczone | 31    | 15     | 2    | 48    |
| 2.      | Wenezuela         | 2     | 4      | 4    | 10    |
| 3.      | Kolumbia          | 1     | 2      | 3    | 6     |
| 4.      | Ekwador           | 1     | 0      | 0    | 1     |
| 4.      | Peru              | 1     | 0      | 0    | 1     |
| 6.      | Kanada            | 0     | 7      | 6    | 13    |
| 7.      | Kuba              | 0     | 6      | 12   | 18    |
| 8.      | Brazylia          | 0     | 2      | 2    | 4     |
| 9.      | Argentyna         | 0     | 0      | 4    | 4     |
| 10.     | Chile             | 0     | 0      | 3    | 3     |
| Razem   | Razem             | 36    | 36     | 36   | 108   |